# Мездра (община)
Мездра (болг. Община Мездра) — община в Болгарии.
Входит в состав Врачанской области. Население составляет 23 943 человека (на 15 мая 2008 года).

## Состав общины
В состав общины входят следующие населённые пункты:
1. Боденец
2. Брусен
3. Вырбешница
4. Горна-Бешовица
5. Горна-Кремена
6. Долна-Кремена
7. Дырманци
8. Елисейна
9. Зверино
10. Злидол
11. Игнатица
12. Кален
13. Крапец
14. Крета
15. Лик
16. Лютиброд
17. Лютидол
18. Мездра
19. Моравица
20. Оселна
21. Ослен-Криводол
22. Очиндол
23. Ребырково
24. Руска-Бела
25. Старо-Село
26. Типченица
27. Цаконица
28. Царевец